# Saint Jo
La ville américaine de Saint Jo est située dans le comté de Montague, dans l’État du Texas. Sa population s’élevait à 1 043 habitants lors du recensement de 2010.

## Source
- (en) Cet article est partiellement ou en totalité issu de l’article de Wikipédia en anglais intitulé « St. Jo, Texas » (voir la liste des auteurs).